# مؤتمر الأمم المتحدة للمحيطات
عقد مؤتمر الأمم المتحدة للمحيطات لعام 2017 في الفترة من 5 إلى 9 يونيو 2017، وقد سعى إلى تعبئة الأفعال من أجل الحفاظ على المحيطات والبحار والموارد البحرية واستخدامها المستدام. يقال إن مياه الأرض مهددة كما لم يحدث من قبل، مع التلوث والإفراط في الصيد وتأثيرات تغير المناخ التي تضر بصحة محيطاتنا بشدة. فعلى سبيل المثال، عندما ترتفع درجة حرارة المحيطات وتصبح أكثر حمضية، ينخفض التنوع البيولوجي وتتسبب التيارات المتغيرة في المزيد من العواصف والجفاف المتكرر. في كل عام، يتسرب حوالي 8 ملايين طن متري من النفايات البلاستيكية إلى المحيط ويحولها إلى تيارات محيطية دائرية. يتسبب ذلك في تلوث الرواسب في قاع البحر ويؤدي إلى ترسيخ النفايات البلاستيكية في السلسلة الغذائية المائية. يمكن أن يؤدي ذلك إلى محيطات تحتوي على بلاستيك أكثر من الأسماك بحلول عام 2050 إذا لم يُتخذ أي إجراء. تُعد المقيمات الرئيسية مثل الشعاب المرجانية معرضةً للخطر ويشكل التلوث الضجيجي تهديدًا للحيتان والدلافين والأنواع الأخرى. علاوةً على ذلك، فهناك إفراط في صيد ما يقرب من 90 في المئة من الأرصدة السمكية أو استغلالها بالكامل ما يكلف أكثر من 80 مليار دولار سنويًا من العائدات المفقودة.
ذكر الأمين العام للأمم المتحدة أنطونيو غوتيريس أن العمل العالمي الحاسم والمنسق يمكن أن يحل المشاكل التي خلقتها الإنسانية. سلط بيتر تومسون، رئيس الجمعية العامة للأمم المتحدة، الضوء على أهمية المؤتمر قائلاً: «إذا أردنا مستقبلًا آمنًا لجنسنا على هذا الكوكب، فعلينا أن نعمل الآن على صحة المحيط وتغير المناخ".
سعى المؤتمر إلى إيجاد سبل وحث على تنفيذ هدف التنمية المستدامة 14. موضوع المؤتمر هو «محيطاتنا، مستقبلنا: الشراكة من أجل تنفيذ هدف التنمية المستدامة 14». طلب المؤتمر من الحكومات وهيئات الأمم المتحدة وجماعات المجتمع المدني تقديم التزامات طوعية للعمل على تحسين صحة المحيطات مع أكثر من ألف التزام مقدمة مثل إدارة المناطق المحمية.

## المشاركة
يشمل المشاركون رؤساء دول وحكومات، وممثلي المجتمع المدني، ورجال أعمال، وجهات فاعلة، وأكاديميين وعلماء، ومدافعين عن المحيطات والبحار من حوالي 200 دولة. اجتمع حوالي ستة ألاف قائد لحضور المؤتمر على مدار الأسبوع.
وقعت على حكومتي فيجي والسويد مسؤولية استضافة المؤتمر.
تشارك في رئاسة 7 حوارات شراكة ذات موضوع مهم كل من أستراليا وكينيا وأيسلندا وبيرو وكندا والسنغال وإستونيا وغرينادا وإيطاليا وبالاو وموناكو وموزمبيق والنرويج وإندونيسيا.
طالب وزراء من الدول الجزيرية الصغيرة مثل بالاو وفيجي وتوفالو بالمساعدة لأن القضية بالنسبة لهم ليست موجودة على المدى الطويل فقط.

### النتائج
قُدم أكثر من 1300 التزام طوعي وصفها وكيل الأمين العام للأمم المتحدة للشؤون الاقتصادية والاجتماعية وو هونغبو بأنها مثيرة للإعجاب حقًا وذكر أنها تشتمل الآن على سجل حلول المحيطات من خلال المنصة العامة عبر الإنترنت. جاء 44 في المئة من الالتزامات من الحكومات، و19 في المئة من المنظمات غير الحكومية، و9 في المئة من كيانات الأمم المتحدة، و6 في المئة من القطاع الخاص.
تعهد مندوبون من الصين وتايلاند وإندونيسيا والفلبين بالعمل على إبقاء البلاستيك بعيدًا عن البحار. أعلنت جزر المالديف عن التخلص التدريجي من البلاستيك غير القابل للتحلل، وتعهدت النمسا بتقليل عدد الأكياس البلاستيكية المستخدمة للفرد إلى 25 كيسًا سنويًا بحلول عام 2019.
أعلنت عدة دول عن خطط للمناطق البحرية المحمية الجديدة. تخطط الصين لإنشاء 10 إلى 20 منطقة عرض بحلول عام 2020 وأدخلت لائحة تتطلب أن يكون 35 بالمئة من خط الساحل في البلاد طبيعيًا بحلول عام 2020. أعلنت الغابون أنها ستنشئ واحدة من أكبر المناطق البحرية المحمية في إفريقيا بمساحة 53 ألف كيلومتر مربع تقريبًا، عند مقارنته بالمناطق الحالية الموجودة في البلاد. أكدت نيوزيلندا التزام الحكومة بإنشاء محمية كيرماديك/رانغيتاهوا، والتي تبلغ مساحتها 620 ألف كيلومتر مربع، والتي ستكون إحدى أكبر المناطق المحمية بالكامل في العالم. أعلنت باكستان أيضًا عن أول منطقة بحرية محمية لها.
أنشأت منظمة جمعية الحفاظ على الحياة البرية الدولية ومقرها الولايات المتحدة صندوق MPA عام 2016 بالإضافة إلى صندوق بلو مون لالتزام مشترك بقيمة 15 مليون دولار يهدف إلى إنشاء 3.7 مليون كيلومتر مربع من المناطق البحرية المحمية الجديدة بالاشتراك مع مؤسسة تيفاني وشركاه. أضافت منظمات منحة قدرها مليون دولار لهذا الصندوق في أسبوع المؤتمر. تعهدت الوزيرة الاتحادية الألمانية للبيئة وحفظ الطبيعة والسلامة النووية باربرا هندريكس أيضًا بتخصيص 670 مليون يورو لمشاريع الحفاظ البحري وقدمت 11 التزامًا طوعيًا.
صرح نائب المدير العام لإدارات المحيطات الحكومية في الصين، لين شانكينغ، المنتج والمصدر الرئيسي للأسماك في العالم، أن البلاد ستكون راغبة، بناءً على خبرتها التنموية الخاصة، في العمل بنشاط من أجل إنشاء منطقة المحيط مفتوحة وشاملة وملموسة وعملية ومتبادلة المنفعة بشراكة خاصة مع دول ومنظمات دولية أخرى.
انتهى المؤتمر بتبني نداء للعمل من 14 نقطة عمل من قبل 193 دولة عضو في الأمم المتحدة أكدوا فيه التزامهم القوي بالحفاظ على محيطاتنا وبحارنا ومواردنا البحرية واستخدامها بشكل مستدام من أجل التنمية المستدامة. بهذه الدعوة، سعى مؤتمر المحيطات أيضًا إلى رفع مستوى الوعي العالمي بمشكلات المحيطات.

### القطاع الخاص
في 9 يونيو، جرى حدث جانبي رسمي لمؤتمر الأمم المتحدة للمحيطات لمعالجة الطرق التي يقدم بها القطاع الخاص حلولًا عملية لمعالجة المشاكل مثل تحسين كفاءة الطاقة وإدارة النفايات وإدخال أدوات قائمة على السوق لتحويل الاستثمار والدعم والإنتاج.
وقعت 9 من أكبر شركات صيد الأسماك في العالم من آسيا وأوروبا والولايات المتحدة على مبادرة المأكولات البحرية لإدارة المحيطات، بدعم من مركز ستوكهولم للمرونة، بهدف إنهاء الممارسات غير المستدامة.

### مشاريع البحث والتكنولوجيا
في المؤتمر، نشرت إندونيسيا نظامها لمراقبة السفن في إم إس الذي يكشف علنًا عن موقع ونشاط قوارب الصيد التجارية على منصة رسم الخرائط العامة لصيد الأسماك العالمي. يقول براين سوليفان إن النظام الأساسي يمكن أن يدمج بسهولة مصادر بيانات إضافية قد تسمح بنقل البيانات الأولية إلى إنتاج تصورات ديناميكية سريعة وإعداد تقارير تعزز الاكتشافات العلمية وتدعم سياسات إدارة مصايد الأسماك بصورة أفضل.
تشير إيرينا بوكوفا من اليونسكو إلى أنه لا يمكننا إدارة ما لا نستطيع قياسه، ولا يوجد بلد واحد قادر على قياس التغيرات العديدة التي تحدث في المحيط، وتطلب المزيد من البحث البحري وتبادل المعرفة لصياغة علمية مشتركة سياسات.
شاركت بيرو في رئاسة حوار الشراكة السادس؛ زيادة المعرفة العلمية، وتطوير القدرات البحثية ونقل التكنولوجيا البحرية مع آيسلندا.
في 7 يونيو، نشر باحثون في مؤسسة ذا أوشن كلين أب الهولندية دراسة تفيد بأن الأنهار، مثل نهر اليانغتسي، تحمل حوالي 1.15 إلى 2.41 مليون طن من البلاستيك إلى البحر كل عام.

## وصلات خارجية
- الموقع الرسمي